# Charlie Brooker (jégkorongozó)
Charlie Brooker (Toronto, 1932. március 25. – Meaford, 2020. december 18.) olimpiai bronzérmes kanadai jégkorongozó.

## Pályafutása
A Waterloo Hurricanes korosztályos csapatában kezdte a jégkorongozást. 1952 és 1958 között a Kitchener-Waterloo Dutchmen, 1961 és 1963 között a Waterloo Tigers játékosa volt. 1967–68-ban a belga Olympia IHC játékosedzőjeként tevékenykedett. Edzőként dolgozott még Ausztriában és a Waterloo Luther University csapatánál.
Az 1956-os Cortina d’Ampezzo-i olimpián bronzérmet szerzett a kanadai válogatott tagjaként.

## Sikerei, díjai
- Olimpiai játékok
  - bronzérmes: 1956, Cortina d’Ampezzo